# Johann Nikolaus von Dreyse
Johann Nikolaus von Dreyse (20. listopadu 1787, Sömmerda - 9. prosince 1867 tamtéž) byl německý puškař a podnikatel, který proslul jako konstruktér tzv. pušky jehlovky, kterou v roce 1840 zavedla do své výzbroje pruská armáda.

## Raná léta
Johann Nikolaus Dreyse se narodil jako syn zámečnického mistra Johanna Christiana Dreyseho a Susanny Catheriny Dreyseové (roz. Fleischmannové).
Školní léta (1794 – 1802) strávil v Sömmerdě a v letech 1802-1806 se zde vyučil zámečníkem. Roku 1806 odešel na zkušenou, pracoval mimo jiné v Altenburgu a v Drážďanech jako zámečník.
V roce 1809 přijel do Paříže, kde se v dílně švýcarského puškaře Samuela Johannese Paulyho podílel na vývoji pušky zadovky. Paulyho zadovka měla odklopný závěr, který však byl komplikovaný a náchylný k poruchám. Z této konstrukce Dreyse později čerpal inspiraci pro svou práci.
Po pádu Paříže a jejím obsazení spojenci, odjel Pauly 5. 4. 1814 do Londýna a Dreyse se vrátil do Sömmerdy, kde začal pracovat v otcově dílně, a kde také složil své mistrovské zkoušky. Po otcově smrti v roce 1815 převzal jeho zámečnictví a roku 1821 založil se společníkem, kupcem Cronbieglem, železářství „Dreyse & Cronbiegel-Collenbusch“.
Roku 1824 zkonstruoval nový typ měděné zápalky (roznětky) pro perkusní zbraně, který si díky své vynikající kvalitě získal výbornou pověst.

## Vznik jehlovky

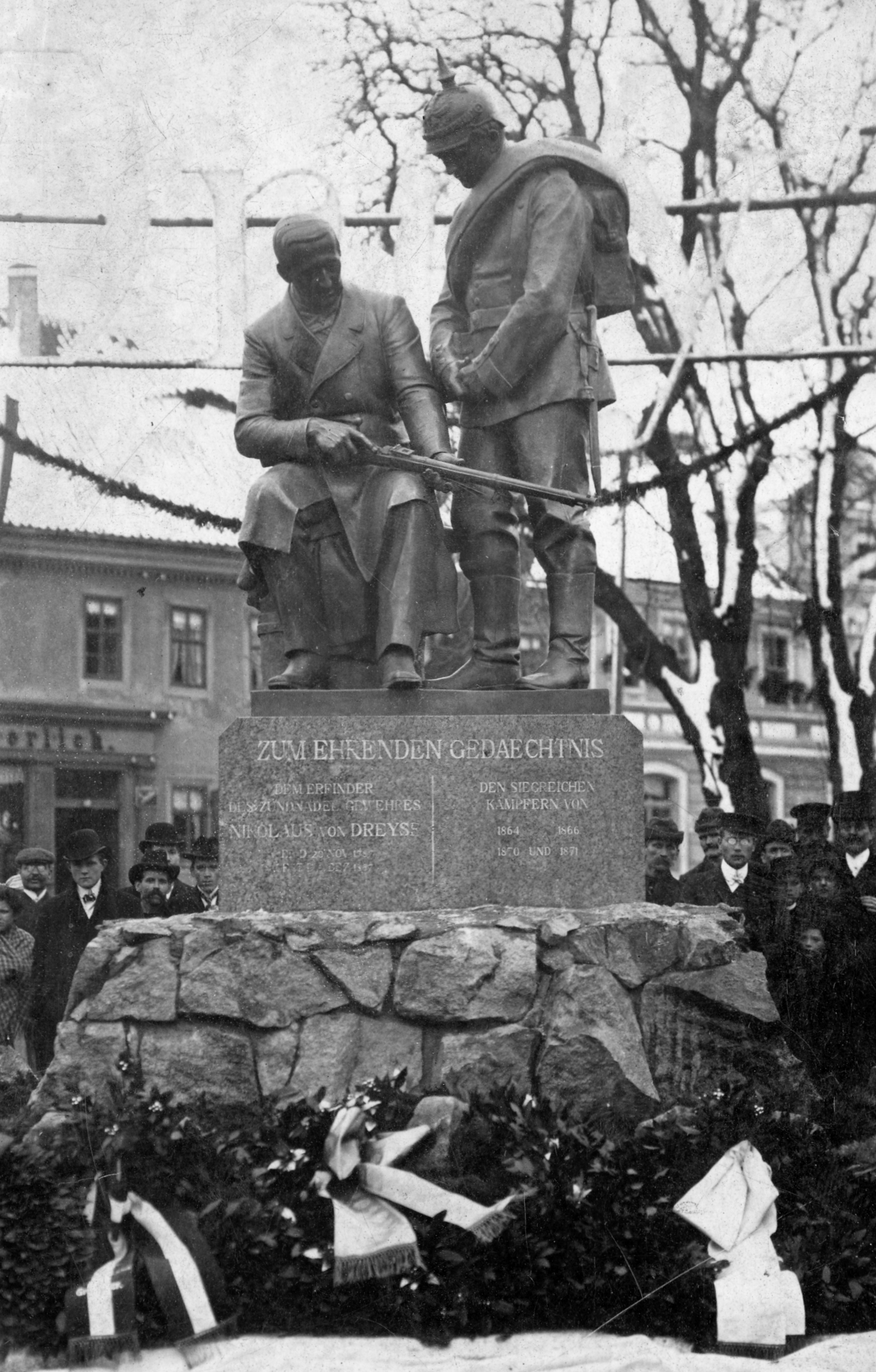
Pomník Johanna Nikolause von Dreyseho v Sömmerdě

Po problémech s Paulyho závěrem se Dreyse opět zaměřil na pušky předovky, u kterých chtěl zrychlit proces nabíjení. Armádní pušky se tehdy nabíjely pomocí „patron“, papírových válečků, které obsahovaly přesně odměřenou dávku střelného prachu, potřebnou pro jeden výstřel, ucpávku a projektil. Střelec při nabíjení roztrhl patronu zuby, vyňal projektil s ucpávkou, vsypal do hlavně dávku střelného prachu, zbytek obalu zahodil, vložil projektil a ucpávku a nabijákem vše zatlačil na dno hlavně. Nakonec nasadil na piston (krátkou trubičku na kterou dosedal bicí palec kohoutu a jejíž dutina vedla do zadní části hlavně, prachové komory) čepičkovou zápalku (roznětku), které se nosily odděleně, a zbraň byla připravena ke střelbě.
Dreyse se rozhodl vkládat patrony do hlavně celé. Roku 1826 vyvinul jednotný náboj s papírovou nábojnicí, do které umístil doprostřed mezi střelný prach a projektil zápalku, jejíž iniciaci vyřešil bicím mechanizmem, jehož součástí byla dlouhá tenká jehla (odtud název „jehlovka“). Ta po stisknutí spouště vnikla do hlavně, prošla vrstvou střelného prachu a došlo k „nápichu“ zápalky.
Systém fungoval, skýtal však jedno výrazné nebezpečí – pokud totiž střelec po výstřelu opomněl stáhnout bicí mechanizmus do zadní polohy, zůstala jehla vsunuta do hlavně a v okamžiku, kdy byl následující náboj dotlačen nabijákem na až dno, napíchl se na jehlu a došlo k nechtěné iniciaci zápalky a následnému výstřelu, a to právě v okamžiku, kdy byl v hlavni nabiják a ruka střelce před jejím ústím.
Když se takto sám Dreyse už podruhé těžce zranil, uvědomil si, že „tudy cesta nevede“, a zaměřil se na jiný způsob nabíjení. Zkonstruoval válcový závěr, náboj se pak vkládal do hlavně zadem, přičemž způsob iniciace zápalky a odpalu náboje zůstal stejný.
Patent na tuto konstrukci získal Dreyse roku 1828.
V roce 1830 absolvoval značný počet jeho jehlovek zkoušky způsobilosti před pruskou vojenskou zkušební komisí v Berlíně. Zkoušky proběhly úspěšně, nová jehlovka však byla do výzbroje pruské armády přijata až roku 1840. Z důvodu utajení pod názvem „lehká perkusní puška“ (označení „jehlovka vzor 1841“ – se oficiálně používalo až od r. 1855). Dreyse spolu se zakázkou na prvních 60 000 pušek získal i státní dotaci na výstavbu „Gewehrfabrik Nikolaus Dreyse“ , továrny na výrobu zbraní a munice. Samotná výroba pak byla zahájena roku 1841. V roce 1863 již bylo dodáno 300 000 pušek a odpovídající množství munice.
Dreyseho jehlovky byly poprvé použity v dánsko-německé válce v roce 1864, kde po boku Prusů bojovala i rakouská armáda a její vojáci tak měli příležitost se s těmito zbraněmi seznámit. Palebná síla zadovek se pak v plné míře projevila v Prusko-rakouské válce v roce 1866, především pak v bitvě u Hradce Králové 3. 7. 1866 kde jehlovky velkou měrou napomohly pruskému vítězství.
Dreyse zkonstruoval také pušku používající výbušné střely – avšak poté, co roku 1868 vstoupila v platnost Petrohradská deklarace, která zakazovala, aby střely s hmotností menší než 400 g, používané pro vojenské účely, obsahovaly zápalné nebo výbušné látky, pozbyla tato zbraň jakýkoli smysl pro vojenské použití.
22. března 1864 byl Dreyse za své zásluhy pruským králem povýšen dědičně do šlechtického stavu.
9. 12. 1867 Johann Nikolaus von Dreyse, umírá v rodné Sömmerdě na zápal plic.
Dreyseho syn Frantz pokračoval v podnikatelské činnosti v podniku svého otce, ztratil však rozhodující vliv na vojenskou oblast, v níž převzal vůdčí pozici Paul Mauser, když německá armáda přijala roku 1871 do výzbroje jeho pušku „Infanterie-Gewehr 71“.
Frantzův syn nakonec roku 1901 prodal podnik firmě Rheinmetall (Rheinische Metallwaren- und Maschinenfabrik).

## Dreyseův pomník
V roce 1909 byl v Sömmerdě vybudován pomník, který je kombinací pomníku puškaři a památníku na války z let 1864, 1866 a 1870/ 71. Je dílem sochaře Wilhelma Wandschneidera.